# Australian Championships 1957
Die 45. Australian Championships waren ein Tennis-Rasenplatzturnier der Klasse Grand Slam, das von der ILTF veranstaltet wurde. Es fand vom 18. bis 28. Januar 1957 in Melbourne, Australien statt.
Titelverteidiger im Einzel waren Lew Hoad bei den Herren sowie Mary Carter bei den Damen. Im Herrendoppel waren Lew Hoad und Ken Rosewall, im Damendoppel Mary Hawton und Thelma Long die Titelverteidiger. Im Mixed waren Beryl Penrose und Neale Fraser die Titelverteidiger.

## Herreneinzel
| Nr. | Spieler       | Erreichte Runde |
| --- | ------------- | --------------- |
| 01. | Lew Hoad      | Halbfinale      |
| 02. | Ashley Cooper | Sieg            |
| 03. | Neale Fraser  | Finale          |
| 04. | Mal Anderson  | Halbfinale      |

| Nr. | Spieler            | Erreichte Runde |
| --- | ------------------ | --------------- |
| 05. | Nicola Pietrangeli | Viertelfinale   |
| 06. | Mike Davies        | 2. Runde        |
| 07. | Warren Woodcock    | Viertelfinale   |
| 08. | Robert Howe        | 2. Runde        |

## Dameneinzel
| Nr. | Spielerin     | Erreichte Runde |
| --- | ------------- | --------------- |
| 01. | Shirley Fry   | Sieg            |
| 02. | Althea Gibson | Finale          |
| 03. | Mary Carter   | Viertelfinale   |
| 04. | Beryl Penrose | Halbfinale      |

| Nr. | Spielerin        | Erreichte Runde |
| --- | ---------------- | --------------- |
| 05. | Lorraine Coghlan | Halbfinale      |
| 06. | Jenny Hoad       | Viertelfinale   |
| 07. | Margaret Hellyer | Achtelfinale    |
| 08. | Fay Muller       | Achtelfinale    |

## Damendoppel
| Nr. | Paarung                           | Erreichte Runde |
| --- | --------------------------------- | --------------- |
| 01. | Shirley Fry Althea Gibson         | Sieg            |
| 02. | Mary Carter Beryl Penrose         | Halbfinale      |
| 03. | Mary Hawton Fay Muller            | Finale          |
| 04. | Lorraine Coghlan Margaret Hellyer | Halbfinale      |